# Calliandra
Genre
Calliandra est un genre de plantes à fleurs dicotylédones de la famille des Fabaceae (légumineuses), sous-famille des Mimosoideae, originaire du continent américain, qui comprend environ 170 espèces acceptées.
Les espèces du genre Calliandra sont des arbres ou des arbustes, parfois appelés « arbres aux houpettes ».
Certaines espèces sont largement cultivées comme plantes ornementales.

## Liste d'espèces
Selon The Plant List (19 décembre 2018) :
- Calliandra aeschynomenoides Benth.
- Calliandra amblyphylla Harms
- Calliandra angustifolia Benth.
- Calliandra antioquiae Barneby
- Calliandra asplenioides (Nees) Renvoize
- Calliandra bahiana Renvoize
- Calliandra belizensis (Standl.) Standl.
- Calliandra bella (Spreng.) Benth.
- Calliandra biflora Tharp
- Calliandra bijuga Rose
- Calliandra blanchetii Benth.
- Calliandra bombycina Benth.
- Calliandra brenesii Standl.
- Calliandra brevicaulis Micheli
- Calliandra brevipes Benth.
- Calliandra caeciliae Harms
- Calliandra californica Benth.
- Calliandra callistemon (Schltdl.) Standl.
- Calliandra calothyrsus Meisn.
- Calliandra calycina Benth.
- Calliandra carcerea Standl. & Steyerm.
- Calliandra carrascana Barneby
- Calliandra caulescens Benth.
- Calliandra chapaderoana (Britton & Rose) Standl.
- Calliandra chilensis Benth.
- Calliandra chotanoana Harms
- Calliandra chulumania Barneby
- Calliandra coccinea Renvoize
- Calliandra colimae Barneby
- Calliandra comosa (Sw.) Benth.
- Calliandra concinna Barneby
- Calliandra conferta Benth.
- Calliandra coriacea (Willd.) Benth.
- Calliandra crassipes Benth.
- Calliandra cruegeri Griseb.
- Calliandra cualensis H.M. Hern.
- Calliandra cumbucana Renvoize
- Calliandra cumingii Benth.
- Calliandra cynometroides Bedd.
- Calliandra debilis Renvoize
- Calliandra dendroidea Renvoize
- Calliandra densifolia Rose ex Harms
- Calliandra depauperata Benth.
- Calliandra dolichopoda H.M. Hern.
- Calliandra duckei Barneby
- Calliandra dysantha Benth.
- Calliandra elegans Renvoize
- Calliandra enervis (Britton) Urb.
- Calliandra eriophylla Benth.
- Calliandra erubescens Renvoize
- Calliandra erythrocephala H.M.Hern. & M.Sousa
- Calliandra falcata Benth.
- Calliandra fasciculata Benth.
- Calliandra feioana Renvoize
- Calliandra fernandesii Barneby
- Calliandra foliolosa Benth.
- Calliandra fuscipila Harms
- Calliandra ganevii Barneby
- Calliandra gardneri Benth.
- Calliandra geraisensis E.R.Souza & L.P. Queiroz
- Calliandra germana Barneby
- Calliandra gilbertii Thulin & Asfaw
- Calliandra glaziovii Taub.
- Calliandra glomerulata H.Karst.
- Calliandra glyphoxylon Benth.
- Calliandra goldmanii Barneby
- Calliandra grandifolia P.H.Allen
- Calliandra guildingii Benth.
- Calliandra haematocephala Hassk.
- Calliandra haematomma (DC.) Benth.
- Calliandra harrisii (Lindl.) Benth.
- Calliandra hintonii Barneby
- Calliandra hirsuta (G.Don) Benth.
- Calliandra hirsuticaulis Harms
- Calliandra hirtiflora Benth.
- Calliandra houstoniana (Mill.) Standl.
- Calliandra humilis Benth.
- Calliandra hygrophila Mackinder & G.P.Lewis
- Calliandra hymenaeodes (Pers.) Benth.
- Calliandra iligna Barneby
- Calliandra imbricata E.R.Souza & L.P. Queiroz
- Calliandra imperialis Barneby
- Calliandra inermis (L.) Druce
- Calliandra involuta Mackinder & G.P.Lewis
- Calliandra jariensis Barneby
- Calliandra juliana D. Brunner & Forero
- Calliandra juzepczukii Standl.
- Calliandra kuhlmannii Hoehne
- Calliandra laevis Rose
- Calliandra lanata Benth.
- Calliandra laxa (Willd.) Benth.
- Calliandra leptopoda Benth.
- Calliandra liesneri D. Brunner & Forero
- Calliandra linearis Benth.
- Calliandra lintea Barneby
- Calliandra longipedicellata (McVaugh) MacQueen & H.M. Hernández
- Calliandra longipes Benth.
- Calliandra longipinna Benth.
- Calliandra luetzelburgii Harms
- Calliandra macqqueenii Barneby
- Calliandra macrocalyx Harms
- Calliandra magdalenae (DC.) Benth.
- Calliandra matudae Lundell
- Calliandra medellinensis Britton & Killip
- Calliandra molinae Standl.
- Calliandra mollissima (Willd.) Benth.
- Calliandra mucugeana Renvoize
- Calliandra myriophylla Benth.
- Calliandra nebulosa Barneby
- Calliandra obesifolia Standl. & L.O. Williams ex Ant. Molina
- Calliandra pakaraimensis Cowan
- Calliandra palmeri S.Watson
- Calliandra paniculata C.D.Adams
- Calliandra parviflora Benth.
- Calliandra parvifolia (Hook. & Arn.) Speg.
- Calliandra paterna Barneby
- Calliandra pauciflora (A.Rich.) Griseb.
- Calliandra pedicellata Benth.
- Calliandra peninsularis Rose
- Calliandra phaeothrix D. Brunner & Forero
- Calliandra physocalyx H.M.Hern. & M.Sousa
- Calliandra pilgerana Harms
- Calliandra pilosa (DC.) Urb.
- Calliandra pittieri Standl.
- Calliandra pityophylla Barneby
- Calliandra polyphylla Harms
- Calliandra pubens Renvoize
- Calliandra purdiaei Benth.
- Calliandra purpurea (L.) Benth.
- Calliandra quetzal (Donn.Sm.) Donn.Sm.
- Calliandra redacta (J.H.Ross) Thulin & Asfaw
- Calliandra renvoizeana Barneby
- Calliandra rhodocephala Donn.Sm.
- Calliandra rigida Benth.
- Calliandra riparia Pittier
- Calliandra rubescens (M.Martens & Galeotti) Standl.
- Calliandra samik Barneby
- Calliandra santanderensis Britton & Rose ex Britton & Killip
- Calliandra santosiana Barneby
- Calliandra schottii Torr. ex S. Watson
- Calliandra seleri Harms
- Calliandra semisepulta Barneby
- Calliandra sesquipedalis McVaugh
- Calliandra sessilis Benth.
- Calliandra silvicola Taub.
- Calliandra sincorana Harms
- Calliandra spinosa Ducke
- Calliandra squarrosa Benth.
- Calliandra staminea (Thunb.) Barneby
- Calliandra stelligera Barneby
- Calliandra stipulacea Benth.
- Calliandra strigillosa (Britton & Rose) Standl. ex Leavenw.
- Calliandra subspicata Benth.
- Calliandra surinamensis Benth.
- Calliandra taxifolia (Kunth) Benth.
- Calliandra tergemina (L.) Benth.
- Calliandra thouarsiana Baill.
- Calliandra tolimensis Taub.
- Calliandra trinervia Benth.
- Calliandra tsugoides Cowan
- Calliandra tumbeziana J.F.Macbr.
- Calliandra tweedii Benth.
- Calliandra ulei Harms
- Calliandra umbellifera Benth.
- Calliandra umbrosa (Wall.) Benth.
- Calliandra urbanii Alain
- Calliandra urimana D. Brunner & Forero
- Calliandra vaupesiana Cowan
- Calliandra vespertina (Macfad.) Benth. ex B.D. Jacks.
- Calliandra virgata Benth.
- Calliandra viscidula Benth.
- Calliandra wendlandii Benth.

## Galerie

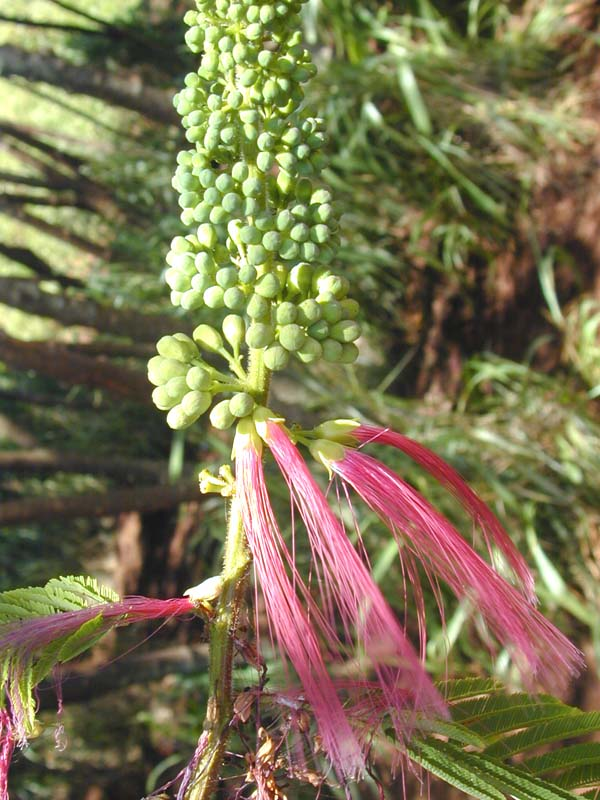
Calliandra calothyrsus, inflorescence.
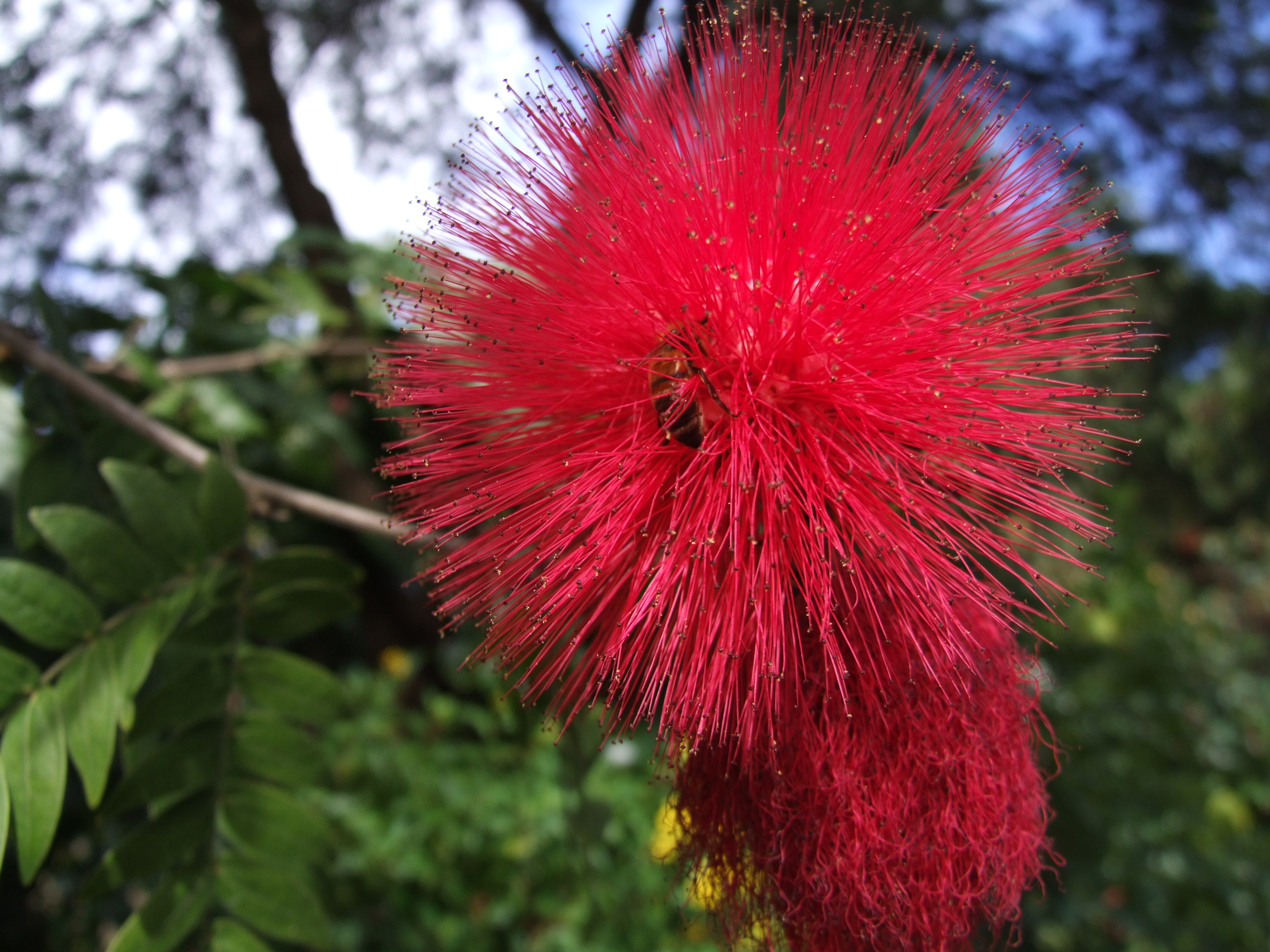
Calliandra haematocephala, fleur.
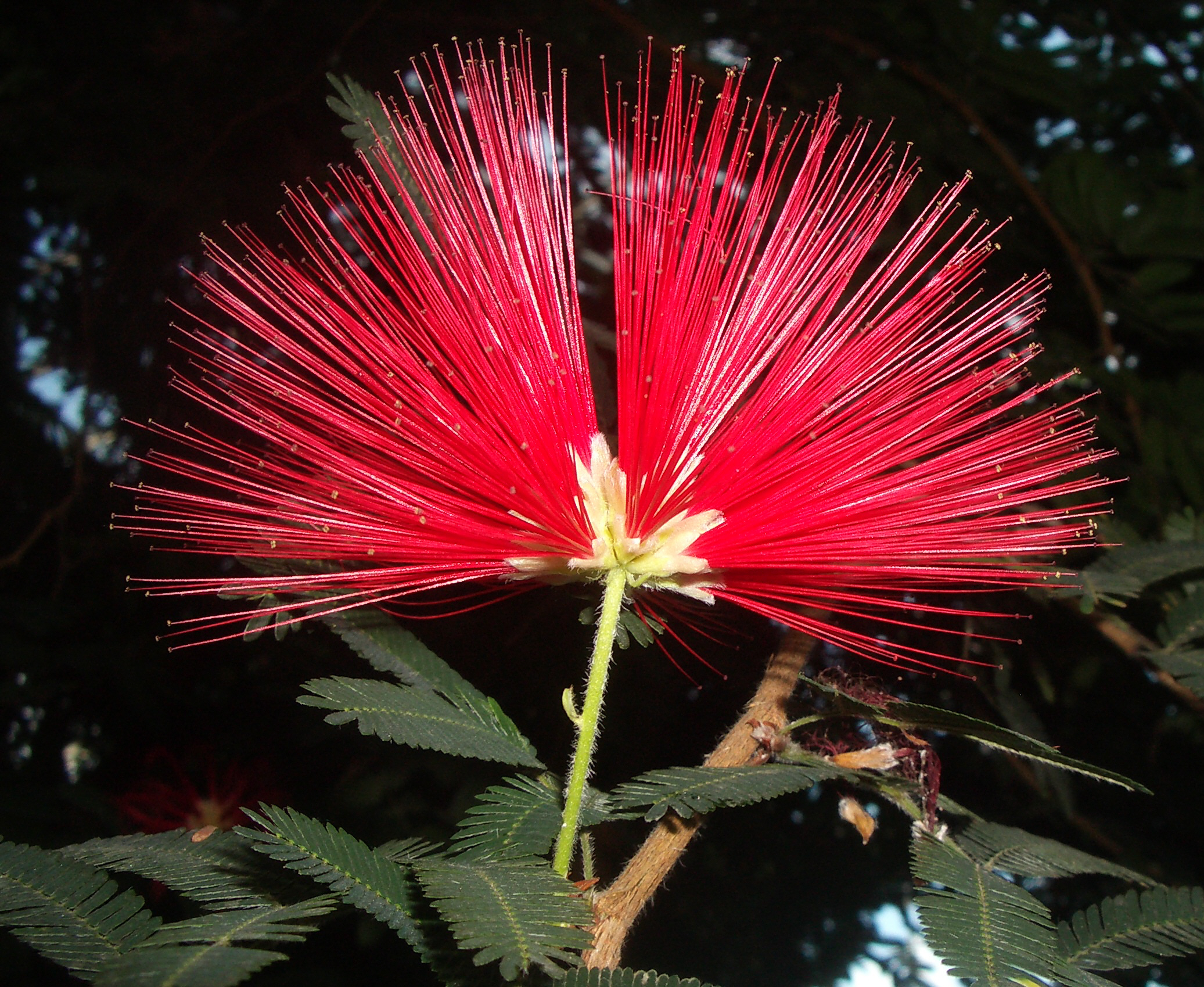
Calliandra tweediei, fleur.
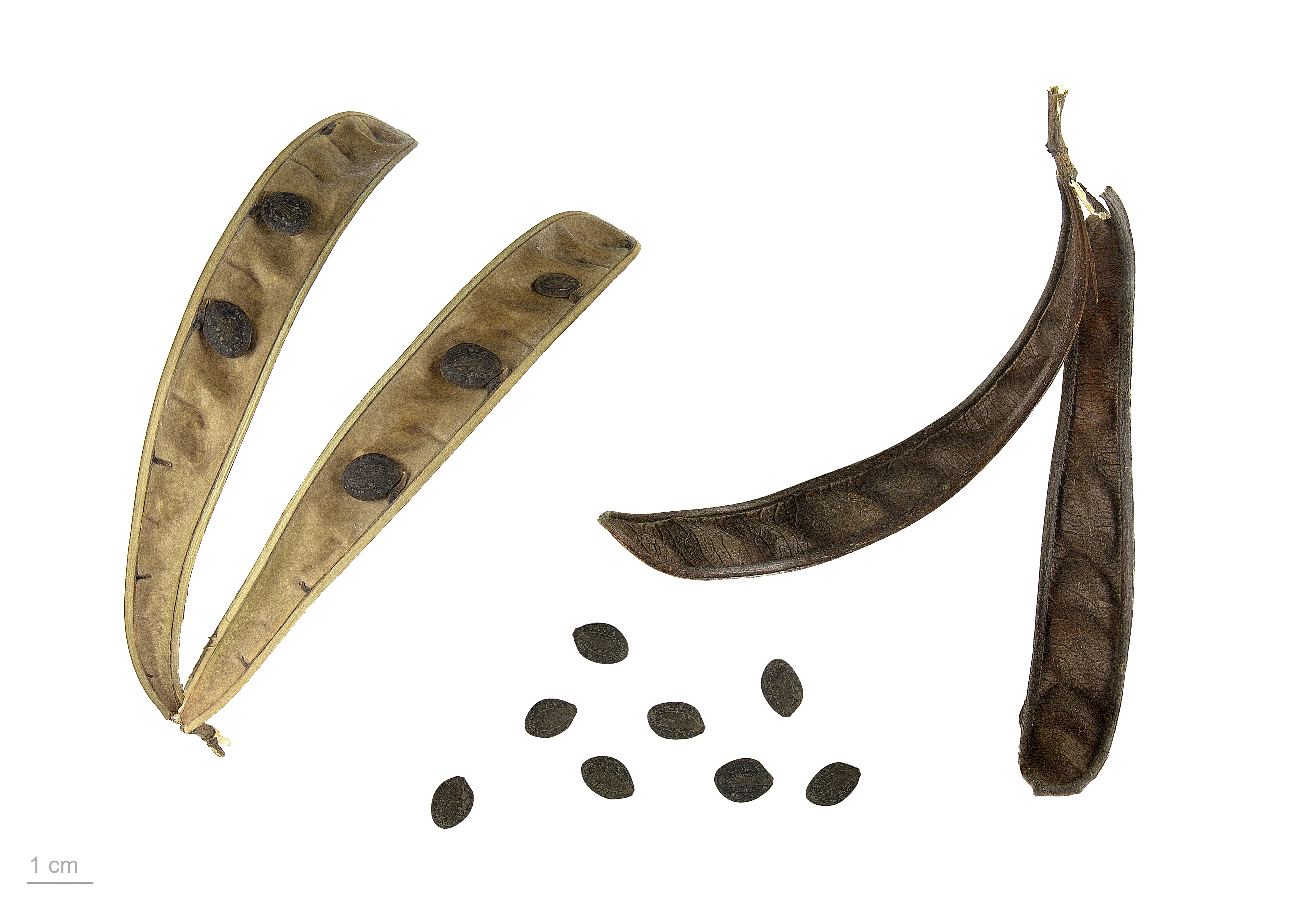
Calliandra calothyrsus, gousses et graines.